# Świdwin

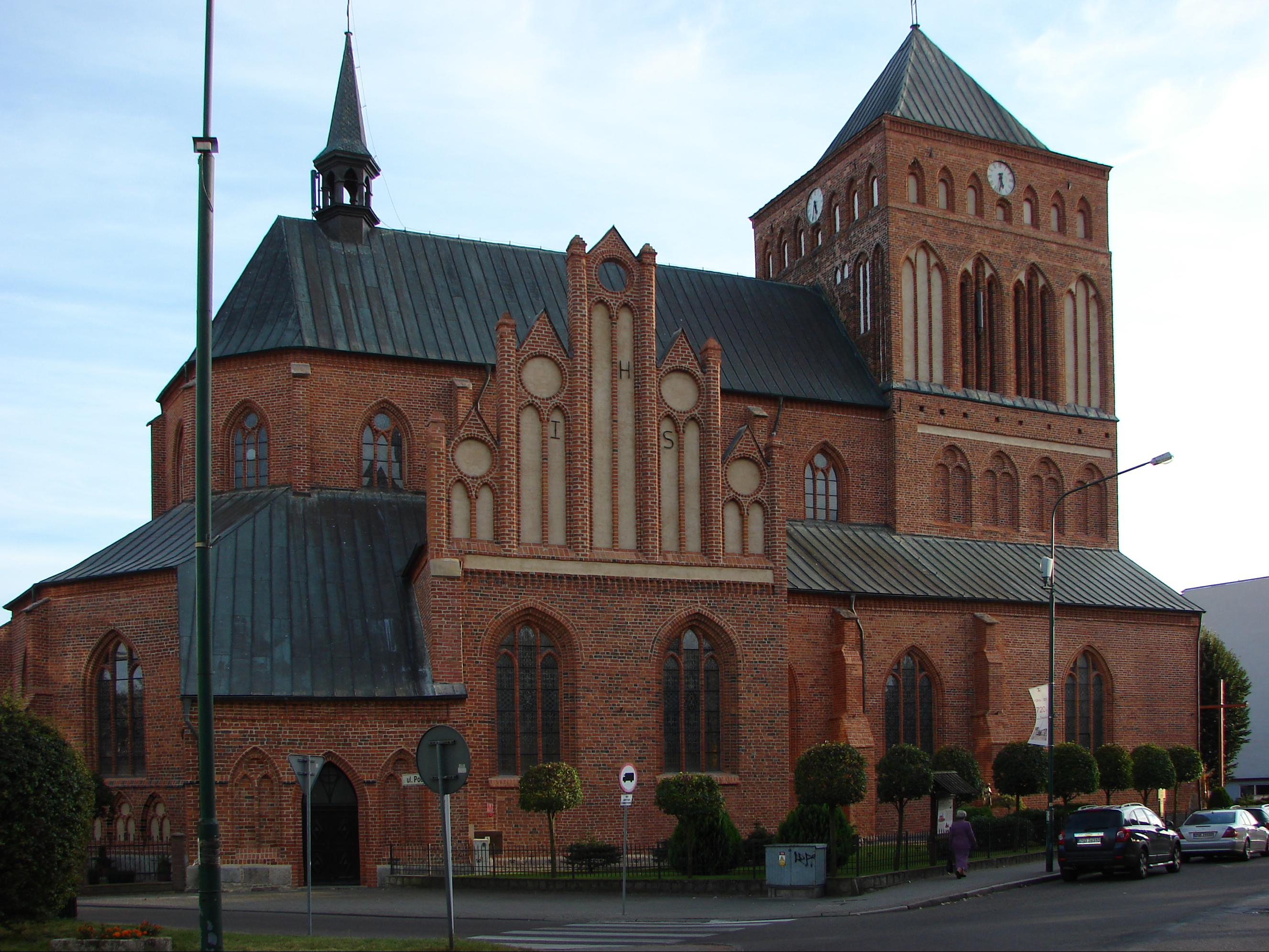
Kostel Panny Marie ustavičné pomoci. 1338.

Świdwin (německy Schivelbein) je město v severozápadním Polsku v Západopomořanském vojvodství v okrese Świdwin, které leží v Wysoczyzně Łobeské na řece Reze. Je střediskem potravinářského, dřevařského, strojírenského průmyslu a zpracování umělých hmot. V roce 2024 zde žilo 14 470 obyvatel.

## Kultura
Město je významným kulturním střediskem. Jsou zde organizovány různé kulturní události, mj. společně s Białogardem Bitva o Krávu, Celopolská básnická soutěž Jana Śpiewaka a Vojvodská přehlídka divadel. V centru města je krytá plovárna Relax.

## Partnerská města
- Prenzlau, Německo